# Селець (Сташовський повіт)
Селець (пол. Sielec) — село в Польщі, у гміні Сташув Сташовського повіту Свентокшиського воєводства.
Населення — 417 осіб (2011).
У 1975-1998 роках село належало до Тарнобжезького воєводства.

## Демографія
Демографічна структура на день 31 березня 2011 року:
|          | Загалом | Допрацездатний вік | Працездатний вік | Постпрацездатний вік |
| -------- | ------- | ------------------ | ---------------- | -------------------- |
| Чоловіки | 203     | 35                 | 151              | 17                   |
| Жінки    | 214     | 40                 | 136              | 38                   |
| Разом    | 417     | 75                 | 287              | 55                   |